# ベトナムの民族一覧
ベトナムの民族一覧

## 人口順一覧
1. キン族 （Kinh / 京）86.2%
2. タイー族 （Tày / 齊）1.9%
3. タイ族 （Thái / 泰）1.7%
4. ムオン族 （Mường / 𡙧）1.5%
5. クメール族 （Khơ Me Crộm, Cao Miên / 高棉）1.4%
6. ホア族 （Hoa / 華）1.1%
7. ヌン族 （Nùng / 儂）1.1%
8. モン族 （H'Mông）1%
9. ザオ族 （Dao / 猺）
10. ジャライ族 （Gia Rai / 嘉淶）
11. エデ族 （Ê Đê / 𠲖帝）
12. バナール族 （Ba Na / 巴那, Bahnar）
13. サンチャイ族 （Sán Chay / 振齋）
14. チャム族 （Chăm / 占）
15. セダン族 （Xơ-đăng / 疏登）
16. サンジウ族 （Sán Dìu / 振遙）
17. フレ族 （Hrê）
18. コホ族 （Cờ ho / 基呼）
19. ラグライ族 （Ra Glai）
20. ムノン族 （M'Nông）
21. トー族 （Thổ / 土）
22. スティエン族 （Xtiêng）
23. コム族 （Khơ Mú）
24. ブル・ヴァンキエウ族 （Bru - Vân Kiều）
25. ザイ族 （Giáy）
26. コトゥ族 （Cơ Tu / 基修）
27. ジエ・チエン族 （Giẻ Triêng / 綵𡎞）
28. タオイ族 （Tà Ôi / 斜偎）
29. マ族 （Mạ）
30. コー族 （Co / 孤）
31. チョロ族 （Chơ Ro / 加由）
32. ハニ族 （Hà Nhì / 何貳）
33. シンムン族 （Xinh Mun / 𦎡椚）
34. チュル族 （Chu Ru / 朱歟）
35. ラオ族 （Lào / 牢）
36. ラチ族 （La Chí / 羅志）
37. フラ族 （Phù Lá / 芙蘿）
38. ラフ族 （La Hủ / 羅詡）
39. カン族 （Kháng / 抗）
40. ル族 （Lự / 濾）
41. パテン族 （Pà Thẻn）
42. ロロ族 （Lô Lô / 盧盧）
43. チュット族 （Chứt）
44. マン族 （Mảng / 莽）
45. コラオ族 （Cờ Lao / 旗勞）
46. ボイ族 （Bố Y / 布依）
47. ラハ族 （La Ha / 羅呵）
48. コン族 （Cống / 貢）
49. ガイ族 （Ngái / 𠊎[1]）
50. シラ族 （Si La / 蚩羅）
51. プペオ族 （Pu Péo）
52. ブラウ族 （Brâu）
53. ロマム族 （Rơ Măm）
54. オドゥ族 （Ơ Đu / 於都）